# Икта
Икта́ (араб. إقطاع — надел) — передача государством (правителем) принадлежащей государству территории и доходов (харадж) с неё какому-то конкретному лицу с правом наследования. При этом возможна передача территории под полный контроль какого-то лица (мульк), либо же только получение доходов (ушр или харадж) с них.
Те государственные земли, которые передавались в качестве икта, называются араза аль-мукатаа. Ранее не обрабатываемая араза аль-мукатаа называется араза аль-мават.

## История
Икта (наделение землями) упоминается уже при жизни пророка Мухаммеда. Дарились заброшенные государственные земли, поступавшие в собственность наделённого (мукта) с правом наследования и отчуждения. В подавляющем большинстве случаев собственники не обрабатывали землю сами, а получали её с сидевшими на ней арендаторами. Собственник (мукта) также мог вложить средства в мелиорацию и сдавать освоенную землю в аренду. Ранние исламские правоведы (Яхья ибн Адам, Абу Юсуф) рассматривали такую форму икта, при которой собственник получал в свою
пользу разницу между хараджем и ушром.

## Различные формы
В IX—X вв. в связи с ослаблением центральной власти появляются различные формы пожизненного наделения:
- тума, мукатаа — право платить неизменную сумму со вновь освоенных залежных хараджных земель без ежегодной оценки урожая сборщиками;
- игар — изъятие земель из ведения фиска при условии ежегодной уплаты определённой суммы;
- татствиг — изъятие из ведения фиска при уплате чисто символической суммы;
- икта-тамлик — икта на правах собственности;
- икта-истиглал — икта с правом сбора хараджа в свою пользу (под икта-истиглал исследователи обычно понимают форму условного феодального землевладения).

## Икта в разных странах

### Буиды
Икта-истиглал получила широкое распространение ко второй половине X в., когда Буиды стали раздавать своим военачальникам право на получение всей суммы хараджа как плату за службу. По причине неумелого пользования землями эти бенефиции стали временными.

### Фатимиды
При Фатимидах (Египет) икта находилась под полным контролем государства. Государство получало с неё определённую сумму (ушр), оно могло в любое время аннулировать икта или дать взамен аналогичную.

### Сельджуки
При Сельджуках икта становится наследственной. Крупные военачальники получали в качестве икта целые области и обязаны были содержать свой отряд. Они нередко оказываются правителями (вали) соответствующей области или округа. При Сельджуках икта превращается из бенефиция в феод и возникает феодальная иерархия (крупный собственник-мукта наделяет икта своих подчиненных).

### Айюбиды
При Айюбидах (Египет) над икта сохранялся контроль государства, но собственник не платил государству какой-либо суммы. Эти икта обычно были чересполосные, они не наследовались, а иерархическая структура отсутствовала.

### Монголы
После нашествия монголов термин икта исчезает из официального употребления. Вместо икта появляется суюргал — наследственный надел и туюл — временный или пожизненный.